# NGC 6579
إن جي سي 6579 (بالألمانية: NGC 6579) التي يرمز لها بالرمز NGC 6579، هي مجرة، في كوكبة الجاثي.

## الاكتشاف
اكتشفت في 7 أغسطس 1864، بواسطة ألبرت مارث.